# Нуруддін Фарах
Нуруддін Фарах (сом. Nuuraddin Faarax, англ. Nuruddin Farah, 24 листопада 1945, Байдабо) — сомалійський письменник, що пише англійською мовою.

## Біографія
Син торговця. Навчався в школі в Огадене. Закінчив відділення літератури і філософії в Пенджабському університеті в Чандігарху. Викладав в Могадішо. Міжнародну популярність йому приніс роман «З кривого ребра» (1970). У 1975—1992 жив у вигнанні (Кенія, Ефіопія, Гамбія, Нігерія, США), після падіння режиму Сіада Барре, який повернувся на батьківщину.
Пише на теми націоналізму, колоніалізму, фемінізму.

## Твори
- Why Die So Soon?  (1965, повість)
- A Dagger in a Vacuum (1965, драма)
- From a Crooked Rib/ З кривого ребра (1970, роман)
- A Naked Needle (1976, роман)
- Variations on the Theme of An African Dictatorship (романна трилогія)
  - Sweet and Sour Milk (1979)
  - Sardines (1981)
  - Close Sesame (1983)
- Blood in the Sun (романна трилогія)
  - Maps (1986, входить в число ста кращих африканських книг XX століття)
  - Gifts (1993)
  - Secrets (1998)
- Territories (2000, роман)
- Yesterday, Tomorrow: Voices from the Somali Diaspora (2000, есе)
- Нова романна трилогія
  - Links (2004)
  - Knots (2007)
  - Crossbones (2011)

## Визнання
Романи й есе Фараха перекладені на багато мов світу. Йому вручено премію Курта Тухольського (1991), Нейштадтська літературна премія (1998).
Член журі 60-го Берлінале (2010).